# Urmila Matondkar
Urmila Matondkar (उर्मिला मातोंडकर; Mumbai, 4 febbraio 1974) è un'attrice indiana.
Dopo aver esordito a soli sei anni in Kalyug; ha poi recitato in numerosi film di Bollywood, accanto ad attori famosi, come Shah Rukh Khan, Saif Ali Khan e Juhi Chawla; nel corso degli anni è diventata in India anche un sex symbol.
Ha ricevuto numerosi premi in patria.

## Filmografia parziale

### Cinema
- Karm, regia di Baldev Raj Chopra (1977) - non accreditata
- Zaakol, regia di Shreeram Lagoo (1980)
- Sansar, regia di Madhav Shinde (1980)
- Kalyug, regia di Shyam Benegal (1981)
- Khuda Hafiz, regia di Kidar Nath Sharma (1983)
- Masoom, regia di Shekhar Kapur (1983)
- Bhavna, regia di Pravin Bhatt (1984)
- Scandal, regia di Pavan Kaul (1985)
- Sur Sangam, regia di K. Viswanath (1985)
- Tumhare Saharey, regia di Pavan Kaul (1986)
- Kaala Sindoor, regia di Pavan Kaul (1986)
- Naqli Chehra, regia di Pavan Kaul (1987)
- Janjaal, regia di Uday Shankar Pani (1987)
- Dacait, regia di Rahul Rawail (1987)
- Range Haath, regia di Kailash Advani (1988)
- Durghatna, regia di Kailash Advani (1988)
- Bade Ghar Ki Beti, regia di Kalpataru (1989)
- Chanakyan, regia di Rajeev Kumar (1989)
- Narasimha, regia di N. Chandra (1991)
- Chamatkar, regia di Rajiv Mehra (1992)
- Antham, regia di Ram Gopal Varma (1992)
- Drohi, regia di Gurdip Singh e Ram Gopal Varma (1992)
- Rangeela, regia di Ram Gopal Varma (1995)
- Judaai, regia di Raj Kanwar (1997)
- China Gate, regia di Rajkumar Santoshi (1998) - item number Chamma Chamma
- Jaanam Samjha Karo, regia di Andaleeb Sultanpuri (1999)
- Mast, regia di Ram Gopal Varma (1999)
- Jungle, regia di Ram Gopal Varma (2000)
- Company, regia di Ram Gopal Varma (2002)
- Deewangee, regia di Anees Bazmee (2002)
- Bhoot, regia di Ram Gopal Varma (2003)
- Pinjar, regia di Chandra Prakash Dwivedi (2003)
- Ek Hasina Thi, regia di Sriram Raghavan (2004)
- Naina, regia di Shripal Morakhia (2005)
- Om Shanti Om, regia di Farah Khan (2007)